# Памятники и памятные места Грозного

Памятники, бюсты, мемориалы, памятные знаки, галереи, скульптуры, стелы, фонтаны, памятные доски, памятные камни, триумфальные арки, колоннады города, башни Грозного — объекты, сооружённые в городе Грозном с целью увековечения людей, исторических событий, а также созданные для улучшения имиджа города.

## Мемориалы, памятники, бюсты, памятные знаки

### Посвящённые дореволюционным событиям
| Фото | Расположение и описание |
| ---- | --- |
|      | Памятник А. П. Ермолову (Грозный) Установлен в 1881 году (скульптор А. Л. Обер). В 1922 году демонтирован, на его место был установлен памятник Асланбеку Шерипову. В 1949 году памятник Шерипову был снесён и восстановлен памятник Ермолову (скульптор И. Г. Твердохлебов). В 1989 году демонтирован. |
|      | Место первой нефтяной скважины, положившей начало нефтяной промышленности Грозного. Памятник был установлен в 1968 году. В годы первой и второй чеченских войн сильно пострадал. В настоящее время на этом месте установлен обелиск.                                                                    |
|      | Памятник на месте расстрела рабочих 2 июля 1907 года. Был установлен в 1982 году на месте расстрела демонстрации рабочих, требовавших освобождения своих товарищей. Утрачен в начале 1990-х годов. |

### Посвящённые Гражданской войне
| Фото | Расположение и описание |
| ---- | --- |
|      | Обелиск героям Гражданской войны Памятник открыт на площади Павла Мусорова 6 ноября 1954 года. Авторы памятника — архитектор Н. Ятманов, скульптор Иван Твердохлебов. 5 декабря 1965 года зажжён Вечный огонь. |
|      | Памятник Николаю Гикало, Асланбеку Шерипову и Гапуру Ахриеву Открыт 30 апреля 1973 года на площади Дружбы Народов.                                                                                             |
|      | Братская могила красноармейцев, павших во время Стодневных боёв. В 1958 году на этом месте был установлен памятник (утрачен в ходе боёв Первой чеченской войны).                                               |
|      | Памятник на братской могиле у дворца культуры железнодорожников. Открыт в 1924 году. В 1981 году обелиск был заменён.                                                                                          |
|      | Братская могила партийных и советских работников. Открыта в 1977 году. Разрушена в ходе боёв Первой чеченской войны.                                                                                           |
|      | Памятная стела, посвящённая Николаю Анисимову. Открыта в 1974 году рядом с реальным училищем, в котором учился Н. А. Анисимов. Разрушена в ходе боёв Первой чеченской войны.                                   |

### Посвящённые периоду Великой Отечественной
| Фото | Расположение и описание |
| ---- | --- |
|      | Стела «Город воинской славы». Установлена в июле 2015 года по случаю присвоения Грозному почётного звания Город воинской славы. |
|      | Мемориал павшим в Великой Отечественной войне. Открыт 12 августа 1950 года на Машинной улице, скульптор Иван Твердохлебов. Реконструирован в 1975 году. Авторы мемориала — архитектор Александр Сафронов, скульктор Яков Беркович. |
|      | Братская могила советских воинов. Открыта 5 ноября 1949 года в Нефтемайске. Авторы памятника — скульптор Иван Твердохлебов, архитектор Яков Беркович.                                                                              |
|      | Памятник Герою Советского Союза Мовлиду Алероевичу Висаитову, славным воинам-землякам защитникам Отечества. Открыт 8 мая 2010 года на аллее Славы.                                                                                 |
|      | Памятник пожарным, погибшим при тушении пожаров от налётов фашистской авиации на Грозный. Открыт 5 ноября 1968 года на Индустриальной улице.                                                                                       |
|      | Памятник «Прометею в танковом шлеме» капитану Маташу Мазаеву и воинам-танкистам, павшим в боях Великой Отечественной войны. Открыт 9 мая 2012 года на аллее Славы.                                                                 |
|      | Памятник «Фронтовая подруга». Открыт 9 мая 2012 года на аллее Славы. |
|      | Памятник Ханпаше Нурадилову. Открыт 9 мая 2018 года на пересечении проспекта Ахмата Кадырова и ул. Кан-Калика. |
|      | Братская могила пожарных. Открыта в 1942 году. |
|      | Братская могила лётчиков Гурина и Закревского. Появилась в 1942 году. |

#### Утраченные
| Фото | Расположение и описание |
| ---- | --- |
|      | Огонь вечной славы. Создан в 1985 году скульптором А. Н. Сафроновым и архитектором Я. С. Берковичем. Разрушен в годы Первой чеченской войны.                                   |
|      | Мемориал жертвам депортации 1944 года. Мемориал открыт 23 февраля 1994 года на нынешней улице Али Митаева. В 2008 году демонтирован.                                           |
|      | Братская могила советских воинов (Грозный, парк Кирова). Появилась в 1942 году. Разрушена в ходе боевых действий.                                                              |
|      | Памятник юному разведчику Володе Мордвинову. Установлен 19 мая 1979 года. Разрушен в 1995 году.                                                                                |
|      | Памятник студентам, сотрудникам и преподавателям Грозненского нефтяного института, павшим в боях за Родину в 1941-1945 годах был установлен в 1985 году. Разрушен в 1995 году. |

### Посвящённые Первой и Второй чеченским войнам
| Фото | Расположение и описание |
| ---- | --- |
|      | Мемориал памяти погибших в борьбе с терроризмом открыт 9 мая 2010 года на площади Ахмата Кадырова. Ансамбль комплекса составляют 38 камней различной формы, на которых золотом высечены имена погибших в годы контртеррористической операции от рук террористов и ваххабитов милиционеров, представителей духовенства, глав администраций сел республики. Основным ядром комплекса является камень весом до 70 тонн, на котором высечены слова Ахмат–Хаджи Кадырова «Пусть восторжествует справедливость». |
|      | Мемориал милиционерам, погибшим при исполнении служебного долга открыт 10 ноября 2005 года на территории Министерства внутренних дел по Чеченской Республике на проспекте Хусейна Исаева. Мемориал представляет собой несколько мраморных плит, на которых высечены имена героев, а в центре мемориала установлен бюст Героя России первого Президента Чеченской Республики Ахмата Кадырова. Перед мемориалом зажжён Вечный огонь.                                                                         |
|      | Памятник журналистам, погибшим за свободу слова открыт 30 апреля 1973 года в сквере Маяковского (ныне — сквер Журналистов) как памятник мужественным борцам за Советскую власть. Реконструирован в 2007 году, получил современный облик и название. |
|      | Памятник адмиралу Угрюмову установлен 19 марта 2014 года. На памятнике надпись: Улица названа в честь Угрюмова Германа Алексеевича, Героя России, вице-адмирала, заместителя директора ФСБ России, руководившего в 2001 году оперативным штабом на Северном Кавказе. |

### Другие
| Фото | Расположение и описание |
| ---- | --- |
|      | Памятник Михаилу Юрьевичу Лермонтову Открыт в июне 2012 года на проспекте Сергея Кирова. |
|      | Памятник Герою России первому Президенту Чеченской Республики Ахмату Абдулхамидовичу Кадырову Открыт в 2005 году в сквере Нефтяников. Демонтирован в 2009 году в связи с установкой нового памятника. |
|      | Памятник первому Президенту Чеченской Республики Ахмату Абдулхамидовичу Кадырову Открыт в 2009 году в сквере Нефтяников.                                                                              |
|      | Памятник Герою России Чеченской Республики Ахмату Абдулхамидовичу Кадырову Открыт в 2000-х годах во дворе дома № 3 по проспекту Владимира Путина.                                                     |
|      | Памятник Герою России первому Президенту Чеченской Республики Ахмату Абдулхамидовичу Кадырову Открыт 9 мая 2010 года на аллее Славы.                                                                  |
|      | Памятник чеченской матери Открыт 11 марта 2009 года в сквере Маяковского. |
|      | Памятник в честь чеченской женщины Открыт 5 октября 2009 года в парке Материнской Славы. |
|      | Памятный знак лучшему вратарю мира и олимпийскому чемпиону Льву Ивановичу Яшину Открыт в 2011 году на улице Льва Яшина.                                                                               |
|      | Памятный знак игроку Футбольного клуба «Терек» Умару Абдулаевичу Садаеву Открыт в 2011 году на улице Льва Яшина.                                                                                      |
|      | Памятник Владимиру Ильичу Ленину Открыт 5 ноября 1960 года в Пионерском сквере на 30 участке. Архитектор В. Г. Свешников. Демонтирован в 1991 году, сохранился постамент.                             |
|      | Памятник Ленину. Открыт в ноябре 1957 года на центральной площади Грозного. Демонтирован в 1991 году.                                                                                                 |
|      | Памятник Ленину. Был открыт в апреле 1967 года в Заводском районе близ Дворца культуры им. Ленина. Был демонтирован в 1991 году.                                                                      |
|      | Памятник Ленину. Установлен в Октябрьском районе в 1960 году. Демонтирован в 1991 году. |
|      | Памятник Калинину. Установлен в Старопромысловском районе в 1955 году. Демонтирован в 1991 году. |
|      | Памятник Гейдару Алиеву. Установлен в декабре 2017 года в одноимённом сквере. |

- Памятник Ахмату Кадырову (пл. Кадырова), демонтирован
- Памятник Владимиру Ильичу Ленину (Нефтемайск), утрачен
- Памятник Ленину и Сталину, утрачен
- Бюст Михаила Юрьевича Лермонтова, утрачен
- Бюст Антона Павловича Чехова, утрачен
- Памятник Крылову, утрачен
- Памятник Льву Николаевичу Толстому, утрачен
- Памятный знак (у бывшего памятника Калинину)
- Памятный знак (у бывшего памятника Ленину)
- Памятник Анисимову (утрачен)
- Памятник погибшим сотрудникам и преподавателям ГНИ в годы Великой Отечественной войны (три звезды), утрачен
- Пушки на аллее Славы
- Памятник Махмуду Эсамбаеву, перенесён в село Старые Атаги
- Памятник Шерипову, утрачен
- Памятник Полежаеву, утрачен
- Памятник погибшим в годы ВОв (ДК Крупской), утрачен
- Памятник погибшим в годы ВОв (Комсомольский парк), утрачен
- Памятник (кладбище)
- Памятник 84 псковским десантникам, утрачен
- Памятник погибшим (ЧГПИ)
- Мемориал Славы с барельефами и Вечным огнём Славы
- Памятник Сталину, утрачен.

## Скульптуры
- Скульптура — бывший Трек
- Скульптура медведя (площадь Ленина), утрачена
- Скульптуры в парке Материнской славы
- Львы (аэропорт)
- Львы (улица Геннадия Трошева, у парка)
- Скульптуры на доме Пионеров, утрачены
- Орёл (Старопромысловское шоссе)
- Орёл (парк Ахмата Кадырова)
- Скульптура у входа на стадион имени Серго Орджоникидзе (утрачена)

## Мемориальные доски
| Фото | Расположение и описание |
| ---- | --- |
|      | Мемориальная доска известному борцу за права и свободу чеченского народа Дзияудину Габишевичу Мальсагову. Открыта в 1998 году на Барском доме на нынешней Дагестанской улице, где проживал Дзияудин Мальсагов. Уничтожена в ходе боевых действий в 1999 году. |
|      | Мемориальная доска известному борцу за права и свободу чеченского народа Дзияудину Габишевичу Мальсагову. Открыта в 2012 году на Барском доме на проспекте Махмуда Эсамбаева, где проживал Дзияудин Мальсагов. |
|      | Мемориальная доска, посвящённая истории здания Чеченского государственного театра. Открыта 18 апреля 2011 года. Текст: «Памятник истории. 1928 г. — Дом инженерно-технических работников (ДИТР). Архитектор А. П. Ларионов. 1931 г. — Чеченский государственный драматический театр. 1941 г. — военный госпиталь». Текст выполнен на русском и чеченском языках. |
|      | Мемориальная доска уроженцу Грозного, выпускнику Грозненского нефтяного института, вице-президенту АН СССР академику М. Д. Миллионщикову. Открыта в 2013 году на здании Грозненского государственного нефтяного технического университета им. академика М. Д. Миллионщикова (ГГНТУ). 15 октября 2020 года на фасаде главного корпуса ГГНТУ (проспект Х. А. Исаева, дом 100) открыта новая мемориальная доска в память об академике М. Д. Миллионщикове.                                                                        |
|      | Мемориальная доска на доме, в котором жил Герой Советского Союза Георгий Демченко. |
|      | Мемориальная доска на доме, в котором жил министр культуры Чечено-Ингушской АССР Ваха Татаев. Установлена в декабре 2017 года. |
|      | Памятная доска с именем художника Петра Захарова и гравировкой по мотивам его работы «Портрет горца» установлена в октябре 2017 года в сквере, открывшемся в рамках федеральной программы «Формирование комфортной городской среды» и носящем имя художника. |
|      | В 1955 году на здании Дворца пионеров была установлена мемориальная доска: Здесь, в бывшем здании общественного собрания, в 1917 году проходили заседания Совета рабочих, солдатских и казачьих депутатов. |
|      | В 1955 году на здании по адресу ул. им. Табачного 8 (Октябрьский район) была установлена доска: В этом здании большевики проводили митинги и собрания в годы первой русской революции 1905-1907 гг. |
|      | В 1955 году на здании Дома культуры имени Пролетбата (36-й участок Старых промыслов) была установлена доска: Здесь в феврале 1918 года рабочими-нефтяниками был сформирован 1-й Пролетарский батальон по борьбе с контрреволюцией. |
|      | В 1956 на здании народного суда и прокуратуры (36-й участок Старых промыслов) установили доску: Здесь в феврале 1918 года находился штаб 1-го пролетарского батальона. |
|      | В 1960 году на здании Статуправления ЧИ АССР (ул. им. Полежаева, 7) была установлена доска: В этом здании с декабря 1917 г. по апрель 1918 г. помещался первый Военно-Революционный комитет, возглавлявший борьбу трудящихся за установление Советской власти в Грозном. |
|      | В 1960 года на здании ЧИГУ (ул. А. Шерипова, 32) была установлена доска с надписью: На этом месте в 1907 году проходил организованный большевиками митинг. В том же году на этом же здании была установлена ещё одна доска: В 1918 году здесь же состоялся парад революционных частей после победы над белыми бандами в Стодневных боях. |
|      | В 1960 году на здании детской музыкальной школы № 1 (ул. Анисимова, 9) была установлена мемориальная доска: Здесь проживал в 1917 г. Н. А. Анисимов - руководитель грозненских большевиков. |
|      | В 1960 году на здании средней школы № 2 была установлена мемориальная доска с текстом: Здесь в период с 1914 по 1917 годы учился славный герой Гражданской войны Асланбек Шерипов. |
|      | В 1960 году на здании детской поликлиники № 1 (ул. Дзержинского, 2) установили доску: В период Стодневных боёв в 1918 году здесь помещался штаб революционных войск г. Грозного, руководивший борьбой против белогвардейских банд, за власть Советов. |
|      | В 1960 году на здании Облсовпрофа (ул. Полежаева, 9) установили доску: Здесь в 1920 году помещался Грозненский ревком. С балкона этого здания 3 апреля 1920 года Г. К. Орджоникидзе и С. М. Киров принимали парад партизанских отрядов, освободивших город от деникинцев. |
|      | В 1965 году на доме по ул. Московской, 8 установили доску: В этом доме жил и работал с 1929 по 1938 г. писатель Бадуев Саид Сулейманович - основоположник чеченской советской художественной литературы. |
|      | В 1967 году на доме по ул. Пушкина, 6 установили доску: В этом доме в 1918 году размещался штаб 1-го Советского стрелкового полка XII армии. |
|      | В 1967 году на доме по ул. Московской, 57 была установлена доска: В этом доме с 1904 по 1917 год жил герой Гражданской войны, командующий Чеченской Красной армией Асланбек Шерипов. |
|      | В 1967 году на доме по ул. Первомайской, 30 установили доску: Здесь в 1918 году в период Стодневных боёв находился штаб правого участка фронта. |
|      | В 1967 году на здании заводоуправления ГНПЗ им. Ленина установили доску: 17 мая 1923 года Грозненский нефтеперерабатывающий завод посетили Михаил Иванович Калинин, Климент Ефремович Ворошилов. На общем собрании коллектива завода выступил Михаил Иванович Калинин. Ему присвоено звание «Почётный сгонщик завода». |
|      | В 1967 году на здании НГДУ «Старогрознефть» в Грозном была установлена мемориальная доска: Герой Советского Союза гвардии ефрейтор Гуренко Кузьма Иосифович, 1909 года рождения, работал на нефтяных промыслах треста «Старогрознефть» с июля 1939 по март 1942 г. электрослесарем конторы подсобных предприятий. Находясь на фронте Великой Отечественной войны совершил героический подвиг. Погиб в бою за Советскую Родину 21 августа 1944 года. Вечная слава героям, погибшим в боях за нашу Советскую Родину!             |
|      | В 1968 году по адресу ул. А. Шерипова, 17 была установлена мемориальная доска: Здесь жил коммунист-ленинец Гикало Н. Ф., один из руководителей большевиков и трудящихся масс Чечено-Ингушетии. |
|      | В 1975 году по ул. Партизанской, 20 установили доску: В этом здании в годы Великой Отечественной войны находился штаб 10-й сапёрной армии. |
|      | В 1975 году на служебном здании производственного объединения «Грознефтеоргсинтез» (ул. Жулова, 6) установили доску: В этом здании в годы Великой Отечественной войны размещался штаб 242-й горнострелковой дивизии. |
|      | В 1975 году на здании средней школы № 10 (Старый посёлок) установили доску: В этом здании в 1941-1942 годах формировался 769-й арт. полк 242 гсд и 571 стр. полк 317 сд., прошедшие с боями до Чехословакии. |
|      | В 1975 году на здании кустового информационно-вычислительного центра ПО «Грознефтеоргсинтез» установили доску: Здесь в годы Великой Отечественной войны размещался штаб 8-й отдельной гвардейской стрелковой бригады. |
|      | В 1975 году на здании детского дома № 10 (Октябрьский район, 20-й участок) установили доску: В этом здании в годы Великой Отечественной войны размещался кавалерийский полк. |
|      | В 1975 году на здании Грозненского управления Госкомитета РСФСР по обеспечению нефтепродуктами (пр. Победы, 11) установили доску: В этом здании в годы Великой Отечественной войны размещался штаб Грозненского отдельного полка народного ополчения. |
|      | В 1977 году на здании Грозненского нефтяного института (ул. Орджоникидзе, 100) установили доску: Академик Михаил Дмитриевич Миллионщиков окончил Грозненский нефтяной институт в 1932 году. |
|      | В 1978 году на Дворце пионеров установили мемориальную доску: Здесь с 23 по 29 мая 1918 года проходил III съезд народов Терека. |
|      | 8 мая 1980 года на здании ГСПТУ-4 установили доску: На этом месте в 1942-1943 гг. размещался штаб Северной группы войск Закавказского фронта. |
|      | В 1982 году на здании Грозненского педагогического училища (ул. Ляпидевского, 9) установили доску: Их имена бессмертны. Герои Советского Союза Ирбайхан Адельханович Бейбулатов, Хаваджи Магомед-Мирзоев. Выпускники Грозненского педагогического училища. |
|      | В 1982 году на доме по ул. Анисимова, 40/44 установили доску: В этом доме с 1975 по 1977 гг. жил Рябов А. М. - знатный буровой мастер, инициатор скоростного бурения в стране, почётный гражданин г. Грозного. |
|      | В 1982 году на средней школе № 2 (ул. Орджоникидзе, 98) была установлена мемориальная доска следующего содержания: В этом здании в июле 1924 года состоялся I-й съезд Советов Чеченской автономной области. |
|      | В 1982 году на здании по адресу ул. Трудовая, 71 установили доску: На этом месте стоял дом, в котором жил председатель подпольного антиденикинского комитета ВКП(б) К. К. Лозовацкий, где в 1919 г. размещался подпольный комитет ВКП(б). |
|      | В 1982 году на здании средней школы № 13 (ул. Сафронова, 13) установили доску: В этом здании, в бывшем Пушкинском училище, учились герои Гражданской войны Н. Ф. Гикало и М. К. Левандовский. В период 100-дневных боёв здесь же проводил работу Центральный Совет рабочих военных депутатов г. Грозного. |
|      | В 1982 году по адресу ул. Дзержинского, 6 установили мемориальную доску с надписью: На этом месте находилось первое Грозненское реальное училище, в котором обучались выдающиеся революционеры: руководитель грозненских большевиков Н. А. Анисимов и организатор Грозненской Красной армии М. К. Левандовский. |
|      | В 1982 году на здании Облсовпрофа (ул. им. Полежаева, 9) установили доску с надписью: В этом здании располагался Центральный Совет рабочих, военных депутатов, 9 апреля 1918 года провозгласивший Советскую власть в Грозном. |
|      | В 1982 году на здании завода «Красный молот» (ул. Стахановцев, 7) установили доску: В октябре 1934 года перед рабочими завода «Красный молот» выступал один из первых Героев Советского Союза Водопьянов М. В. |
|      | В 1982 году на здании зимнего театра в парке им. Кирова установили доску: В этом здании в 1926 году выступал с лекциями перед трудящимися города и республики первый нарком просвещения А. В. Луначарский. |
|      | В 1983 году на здании гостинцы «Грознефти» (ул. Мира, 79) установили доску: В этом доме 16 сентября 1933 года перед передовиками производства Грознефти выступил нарком тяжёлой промышленности СССР Г. К. Орджоникидзе. |
|      | В 1984 году на здании по пр. Победы, 25 установили доску: В этом доме с 1932 по 1940 годы жил и работал писатель А.-Г. С. Гойгов, активный участник Гражданской войны. |
|      | На административном здании локомотивного депо (ул. Боевая, 10) была доска с надписью: Здесь в 1918 г. приняли присягу на верность Советской власти бойцы железнодорожной дружины перед началом Стодневных боёв в городе Грозном. |
|      | На доме по проспекту Путина 19/65 установлена мемориальная доска: В этом доме с 1990 по 2013 г. жил выдающийся учёный, доктор филологических наук, доктор исторических наук, профессор, академик, Заслуженный деятель науки РСФСР Алироев Ибрагим Юнусович. |
|      | На большей части зданий, в которых в годы Великой Отечественной войны размещались госпитали, после окончания войны были установлены мемориальные доски. В частности, были установлены мемориальные доски на средних школах № 1, 2, 3, 5, 7, 9, 22, 2-м корпусе Чечено-Ингушского государственного университета (ул. Ноя Буачидзе, 34), Дворце культуры имени Ленина (в котором размещались три госпиталя), 3-й городской больнице (Старопромысловский район, два госпиталя), противотуберкулёзном диспансере (ул. Чехова, 27). |
|      | На доме Петра Косенко (улица С. Ш. Лорсанова, № 15) установлена мемориальная доска: Памятник Архитектуры построен нефтепромышленником П. Косенко в 1915 году. |
|      | Мемориальная доска на здании Грозненского ТЮЗа: Памятник истории. 1928 г. Дом инженерно-технических работников (ДИТР). Архитектор А. П. Ларионов. |
|      | Мемориальная доска на улице Арби Мамакаева, 1. Улица названа в честь классика чеченской литературы Мамакаева Арби Шамсуддиновича (02.12.1918 - 26.08.1958). |
|      | На доме № 8 по ул. Трошева установлена мемориальная доска: В этом доме в 1917—1993 годах жил выдающийся учёный-нефтехимик Акивий Зиновьевич Дорогочинский. |
|      | В 1984 году в Грозном на доме, в котором жил Абдул-Хамид Хамидов, была установлена мемориальная доска. |
|      | 23 февраля 2020 года бывшая улица Заветы Ильича Старопромысловского района Грозного названа в честь Вахи Алиева. На этой улице установлена памятная стела с портретом Алиева. На стеле приведена цитата из письма Алиева «отцу народов»: Мы служили Родине верой и правдой не жалея жизни во имя Победы. Тысячи моих земляков остались на полях сражений от Бреста до Сталинграда, а вы назвали нас предателями… Народ никогда не простит вам этого.                                                                           |
|      | Мемориальная доска на доме, в котором жил Ахмад Сулейманов (ул. А. С. Сулейманова, 25): В этом доме в 1987-1995 гг. жил народный поэт Чечено-Ингушетии, заслуженный учитель Чечено-Ингушетии, член Союза писателей СССР, краевед, фольклорист и этнограф Сулейманов Ахмад Сулейманович. |
|      | Мемориальная доска в честь Дикой дивизии на проспекте Путина. |

- Мемориальные доски (галерея) — портреты на театре
- Мемориальные доски (галерея) — портреты на театре (новые)
- Мемориальные доски в парке Материнской славы
- Мемориальная доска в аэропорту
- Информационная доска на проспекте Путина (образцовый дом)
- Мемориальная доска в честь Героя Советского Союза Георгию Александровичу Демченко. Располагалась на здании школы № 46.[49]
- Мемориальная доска в честь первого Президента Грузии Звиада Гамсахурдиа. Открыта 31 марта 1998 года на стене бывшей резиденции первого Президента Чеченской Республики Ичкерия Джохара Дудаева на улице Чехова, где в течение двух лет проживал Гамсахурдиа. Уничтожена в ходе боевых действий в 1999 году[50].

## Фонтаны
| Фото | Расположение и описание |
| ---- | --- |
|      | Фонтан имени Владимира Путина Музыкальный фонтан расположен на площади Ахмата Кадырова. Фонтан с маленькими скульптурами китов открыт в середине 2000-х годов, в 2010 году проведена его реконструкция, в ходе которой скульптуры были убраны. 7 октября 2010 года, в день рождения Премьер-министра России Владимира Путина, фонтану присвоено его имя. |
|      | Фонтан Построен в 1970-х годах в сквере Маяковского (ныне сквер Журналистов). В 1995 году во время боевых действий был разрушен. В середине 2000-х годов возобновил работу. В июле 2009 года проведена реконструкция: фонтан оборудован современной подсветкой, для придания фонтану национального колорита использован горный камень, который специально привозили для оформления из Итум-Калинского района, установлена скульптура орла. К разработке дизайна фонтана были привлечены специалисты из Чеченского государственного педагогического института. |
|      | Фонтан Построен в 2000-х годах на проспекте Ахмата Кадырова около ресторана «Грозный-сити» |
|      | Фонтан «Водопад» Открыт в ноябре 2009 года на проспекте Кирова около торгово-развлекательного комплекса «Грозный-сити» |
|      | Фонтан Открыт в ноябре 2009 года на проспекте Кирова около торгово-развлекательного комплекса «Грозный-сити» |
|      | Фонтан Открыт в ноябре 2009 года на Краснофлотской улице около торгово-развлекательного комплекса «Грозный-сити» |
|      | Фонтан Открыт 20 августа 2009 года в Комсомольском сквере около Российского исламского университета имени Кунта-Хаджи |
|      | Фонтан Открыт 20 августа 2009 года в Комсомольском сквере около Российского исламского университета имени Кунта-Хаджи |
|      | Фонтан Открыт в 2000-х годах на проспекте Хусейна Исаева около Духовного управления мусульман Чеченской Республики |
|      | Питьевой фонтан Открыт в 2000-х годах на проспекте Владимира Путина |
|      | Фонтан Открыт в 2000-х годах на проспекте Победы (ныне проспект Владимира Путина) около Дворца молодёжи. Несколько раз реконструировался и менял свой внешний вид. |
|      | Фонтан Открыт 17 октября 2008 года на проспекте Владимира Путина около мечети «Сердце Чечни» на проспекте Ахмата Кадырова. |
|      | Фонтан (водное шоу) «Бегущая волна» Открыт 17 октября 2008 года в Комсомольском сквере около мечети «Сердце Чечни» на проспекте Ахмата Кадырова. |

- Фонтан у парка Аттракцион с колоннадой
- Фонтан на пл. Минутка (демонтирован)
- Фонтан (казначейство)
- Фонтан (мэрия)
- Фонтан (дом пионеров, советский)
- Фонтан (правительство)
- Фонтан (резиденция)
- Фонтаны в сквере Чехова (Дом приёмов)
- Фонтаны у Ахмат-Арены
- Фонтанный комплекс у ГТКЗ (а также фонтан со стороны пр. Путина, не сохранился)
- Фонтан у Чеченского театра драмы
- Фонтаны у Грозный-сити (башни)
- Фонтаны проспект Кадырова (новые, старые)
- Фонтан на Ленинском мосту
- Фонтаны у мечети имени Ахмата Кадырова
- Фонтан на пр. Путина (терем)
- Фонтан в парке Нефтяников
- Фонтан питьевой на ул. Али Митаева
- Фонтан в сквере имени М. Ю. Лермонтова на набережной реки Сунжа (советский; полностью разрушен)
- Фонтан у аэропорта
- Фонтан во дворе 5-го Жилстроительства (разрушен в январе 1995 года)
- Фонтан у гостиницы Терек
- Фонтан в парке 1 мая
- Фонтанный комплекс по берегам Сунжи
- Фонтан у Центрального автовокзала
- Фонтан у госпиталя ветеранов войн
- Фонтан по улице Али Митаева, у пенсионного фонда
- Фонтан у Республиканской больницы
- Фонтан в парке Ахмата Кадырова (Старопромысловский район)
- Фонтан в парке ДК имени Ленина (утрачен)

## Стелы
| Фото | Расположение и описание |
| ---- | --- |
|      | Стела «Грозный — центр мира» Открыта в середине 2000-х годов на Ханкальской улице. |
|      | Стела, посвящённая Владимиру Путину, Ахмату Кадырову и Рамзану Кадырову Открыта в середине 2000-х годов на перекрёстке улицы Сайханова, улицы Асланбека Шерипова, Ханкальской улицы и Краснофлотской улицы. Демонтирована в 2009 году в связи с расширением дороги. |
|      | Стела «Грозный — центр мира» Открыта в середине 2000-х годов на Садовом кольце. |
|      | Стела «Роснефть» Открыта в 2000-х годах на улице Сайпудина Лорсанова. |
|      | Стела «Город воинской славы» (Грозный) Открыта 25 июня 2015 года на центральной площади города. |
|      | Стела-арка на площади Хрущёва |

- Стела Грозный (трасса);
- Стела Грозный (Старые Промысла);
- Стела Грозный (около дендропарка);
- Стела «Чеченстрой»;
- Стела «Ракета» (утрачена);
- Стела пожарным (улица Тухачевского, утрачена);
- Стела «Сквер имени Героя России Ахмата Кадырова» (утрачена).

## Триумфальные арки
| Фото | Расположение и описание |
| ---- | --- |
|      | Триумфальная арка «Грозный» Открыта 5 октября 2006 года на Ханкальской улице. Строение представляет собой две массивные арки, по бокам которых установлены две каменные вайнахские башни. На башнях развеваются государственные флаги Российской Федерации и Чеченской Республики, установлены портреты Президента России Владимира Путина и первого Президента Чечни Ахмата Кадырова. |

- Арка на въезде в резиденцию.

## Памятные камни
- Камень журналистам
- Камень Гикало, Шерипову, Ахриеву
- Камни на площади Ахмата Кадырова

## Колоннады, ротонды, башни
- Колоннады на аллее Славы;
- Колоннады на улице Тухачевского;
- Колоннады на улице Али Митаева;
- Ротонды на проспекте Ахмата Кадырова;
- Ротонды на улице Али Митаева;
- Колонны на Грозненском море;
- Колонны сквер Лермонтова;
- Башни на Ленинском мосту;
- Башня на улице Айдамирова.